# SAE J1772
SAE J1772，也稱為IEC 62196-2 Type 1 第一型（簡稱Type 1）或J plug，是北美洲的电动汽车电子连接器標準，由国际汽车工程师学会所維護，正式名稱為SAE Surface Vehicle Recommended Practice J1772, SAE Electric Vehicle Conductive Charge Coupler。其中包括了電動汽車傳導充電系統及車輛端耦合器的物理特性、電子特性、通訊協定以及性能需求。其目的是定義通用的電動汽車傳導充電系統架構，包括對車輛端插座及配對連接器的一般性需求、機能需求以及尺寸要求。在北美地區已逐漸被北美充電標準（NACS，標準為SAE J3400）所取代。

## 歷史

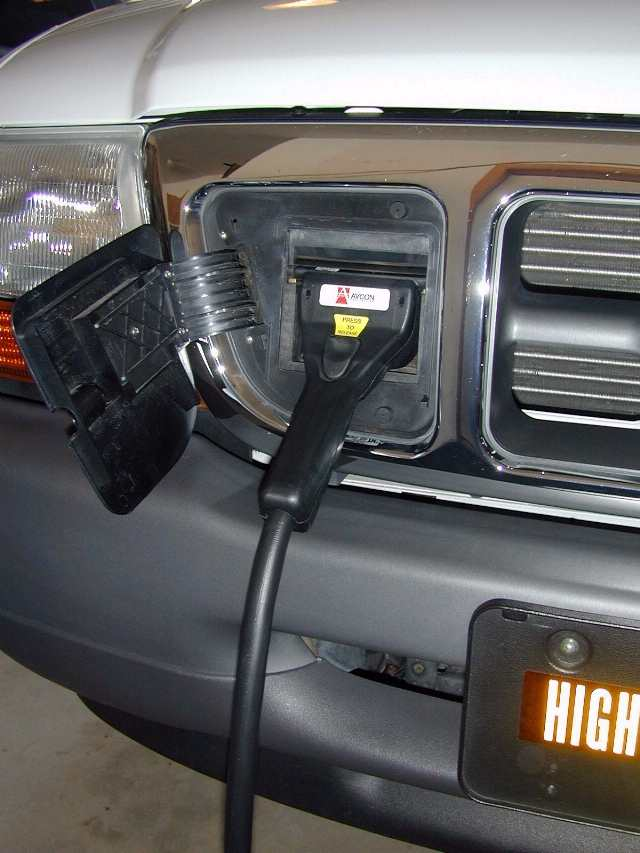
較早期的Avcon連接器，是Ford Ranger EV的特徵

推動SAE J1772開發的主要動力是源自加州空氣資源局（CARB）。以往的電動車（例如EV1）是由感應式耦合器來進行充電。但後來不建議使用，有利於推動傳導式的汽車充電，而後來加州空氣資源局也在2001年6月訂定了SAE J1772-2001標準 作為加州電動汽車充電的標準。Avcon製造了長方形的接頭，符合SAE J1772 REV NOV 2001規範，傳輸的電功率可以到6.6 kW。
2001年的CARB規範強制2006年起，生產的車要導入J1772-2001規範。之後的需求中需要輸送的電流超過Avcon連接器可以輸送的電流。因此Yazaki提出了新的連接器設計，在單相120–240 V交流電以下，其輸出功率可以到19.2 kW，電流最大可到80A。CARB在2008年針對Title 13 section 1962.2提出修正草案，強制2010年起上市的車款，都要使用之後提出的SAE J1772標準，後來修正案在2012年通過。

Type 1 J1772（日本及美國）交流連接器

依照SAE J1772連接器標準所設計的Yazaki連接器，後來成功的通過UL實驗室的驗證。之後SAE委員會在2009年7月投票通過此一標準。SAE機動車委員會在2010年1月14日修改了SAE J1772 REV 2009版本。支持2009年修正版本的汽車公司有司麥特汽車、克萊斯勒集團、通用汽车、福特汽车、丰田汽车、本田技研工业、日產汽車及特斯拉公司。
國際性的IEC 62196-2標準（Part 2: Dimensional compatibility and interchangeability requirements for a.c. pin and contact-tube accessories）已投票通過，將SAE J1772-2009連接器標準加入了規範中。SAE J1772連接器是其中的Type 1，是交流單相的連接器。

### 汽車設備
許多2000年以後的电动車廠採用SAE J1772-2009標準，例如雪佛兰沃蓝达及日产聆风的第三代，以及較早期的車款。此連接器已成為美國市場標準設備，主要是因為美國電動汽車網絡中有許多有這種接頭的充電站（《美國經濟復甦與再投資法案》中有針對像ChargePoint America之類的計劃進行補助，這也有一些幫助）。
歐洲版車輛原來也是配備SAE J1772-2009接頭，後來歐系車廠才決定使用IEC 62196-2 Type 2（VDE-AR-E 2623-2-2）接頭為標準接頭，而所有IEC接頭都使用同一種SAE J1772通信協定，因此車廠可以依市場需要，販售有SAE J1772-2009接頭或是IEC 62196-2 Type 2接頭的車輛。市面上也有這二種接頭的轉換器。唯一的差異是大部份的歐洲會有可以接三相交流電的車載充電器，其電壓及電流限制都較高，即使是相同的入門車款（例如雪佛兰沃蓝达 / Opel Ampera）也是如此。

### 組合充電系統（CCS）

CCS Type 1的交流及直流快充接頭（Combo 1）

國際汽車工程師學會（SAE）開發組合充電系統（Combined Charging System，CCS），其充電槍介面Combo Coupler是以J1772-2009連接器為主，再加上額外的針腳（Combo 1）來配合直流200–450伏的直流快速充電，功率可以到90 kW。其中也可以用PLC（電力線通信）技術，讓車輛、車外充電器及智能電網之間進行通訊。有七家車廠（奧迪、BMW、Daimler、福特、通用汽車、現代汽車、保時捷、Volvo及福斯汽車）同意在2012年中導入組合充電系統。第一部使用SAE Combo插座的車輛是2013年下半年推出的宝马i3，之後則是雪佛蘭在2014年推出的Spark EV。 
歐洲的combo coupler是以第二型（VDE）交流充電接頭（Combo 2）為主，維持SAE有關直流充電以及HomePlug電力線通訊規範的完整相容性。Tesla在2019年推出Model 3，在歐洲使用Combo 2接頭，但沒有配合Combo 1在美國一起導入。
組合充電系統所使用技術雖是「電力線通信」，但相關的信號（包括HomePlug）不是在電力線上，而是在一般的信號線上。

## 特性

### 連接器
J1772-2009連接器是為用在北美及日本， 120 V 或 240 V 的單相電源系統設計。圓形接頭直徑43-（1.7-英寸），其中有五個引腳，有三個不同的引腳大小，從大到小如下：
- 交流線1及交流線2
- 接地
- 接近檢測（Proximity detection）以及控制導引（control pilot）

接近檢測（Proximity detection）會提供信號給電動車控制系統，在接到充電系統（充电桩）時讓車輛不要移動，並且向車輛送出閂鎖釋放訊號
控制導引（control pilot）是車輛和充电桩之間的充電控制通訊信號，由電動車控制，來啟始充電過程，也提供其他資訊
充电桩會在控制導引腳產生±12 V，1 kHz的方波，偵測是否有連接到車輛，和電動車針對最大允許充電電流、開始充電及結束充電進行通訊。
連接器設計可以插拔10,000次（一次是代表插入及拔下連接器各一次），若每天插拔1次，連接器可以使用超過27年。

### 充電
2017年10月版本的SAE J1772標準，定義了四種充電等級：AC Level 1、AC Level 2、DC Level 1及DC Level 2。
其電氣額定如下： 
| 充電方式   | 電壓（AC V） | 相數 | 最大電流（電流） | 分支電流 斷路器額定（A） | 最大功率（kW） |
| ---------- | ------------ | ---- | ---------------- | ------------------------ | -------------- |
| AC Level 1 | 120          | 單相 | 12               | 15（最小值）             | 1.44           |
| AC Level 1 | 120          | 單相 | 16               | 20                       | 1.92           |
| AC Level 2 | 208至240     | 單相 | ≤ 80             | 依NEC 625                | 最大到19.2     |

| 充電方式   | 充电桩直流輸出電壓（DC V） | 最大電流（A） | 最大功率（kW） |
| ---------- | -------------------------- | ------------- | -------------- |
| DC Level 1 | 50至1000                   | 80            | 80             |
| DC Level 2 | 50至1000                   | 400           | 400            |

在SAE J1772標準的附錄M有提到，有考慮過第三種交流充電方式，但沒有實施過，該方式稱為AC Level 3，可以提供的最大功率為6 kW，標稱電壓為208至240 V，最大電流400A。沒有DC Level 3充電方式的相關資訊。
例如2020年的Chevrolet Bolt有66-kWh的锂离子电池以及7.2-kW的車載充電器，EPA里程為259英里（417公里），能源效率為118MPGe（5.55 km/kWh），可以用AC Level 1（120 V, 12 A）的充電器，充電一小時可以多行駛4英哩（6 km）的里程，或是用AC Level 2（240 V, 32 A）的充電單元，充電一小時可以多行駛，充電一小時增加25英哩（40.2 km）的里程。若是用直流快充的充電器，半小時就可以充電55 kW，多行駛90英哩（144 km）的里程。
有些電動車的規格超過J1772，在120 V充電時可以超過16A的電流。這在TT-30（"Travel Trailer" - 120 V, 30 A）普遍使用的RV park中是優勢。這可以充電到24A。不過120V下的這種電流規格未列在J1772中。
特斯拉汽車支援J1772的一種規格擴展，就是277V的Level 2充電。就像208 V一樣，277 V常用在北美商用的三相電電路中。

### 安全性
J1772標準中有許多層級的振動保護、就算在潮濕的環境下也可以保證充電安全。在接頭接好之後，其引腳是和連接器內部隔離的，避免直接接觸到引腳。在接頭沒有接的時候，J1772連接器上沒有大功率的電壓輸出，充電電源要在電動車送出充電命令後才會提供。
其接地引腳在連接連接器時會最早連接，拔下連接器時會最後脫離。若連接器接在車輛的充電座上，正在充電，而連接器移除了，較短的控制導引腳會先斷路，讓充電椿的繼電器先開路，使電流不會經由J1772接頭往外流。這可以避免電源引腳短路，增加其壽命。接近檢測腳也會接到開關上，當車輛拔除連接器的按鈕按下時，會觸發此開關。這會讓接近檢測腳的電阻增加，讓車載充電器停止抽取電流。

## 信號
SAE J1772的信號協定設計如下：
- 充電設備送出有AC輸入電源的信號。

J1772電路

- 車輛可以透過接近檢測（Proximity detection）線路偵測到充電槍插入（因此車輛無法在有接線時開離充電設備），也可以偵測到按下充電口门闩，要拔離充電槍的動作。
- 控制導引（control pilot）機能開始動作
  - 充電設備檢測到有充电式电动车辆（PEV）
  - 充電設備送出充電設備已可以提供電力的訊號，給充电式电动车辆。
  - 確認充电式电动车辆的送風需求
  - 充電設備的電力會提供給电动车辆
- 充电式电动车辆控制能量的流動
- 充電設備和充电式电动车辆會持續監控安全接地的完整性
- 依充电式电动车辆的需求，持續提供電力
- 若充电式电动车辆上充電槍拔下，就會中斷充電過程

技術規範最早是列在SAE J1772的2001年版本中，之後也出現在IEC 61851-1及IEC TS 62763:2013裡。充電站會在接近檢測（Proximity detection）及 控制導引（control pilot）提供12V，並量測其電壓差。這個通訊協定和其他的充電協定不同，SAE J1772不需要額外的積體電路，因此使這個通訊協定具有強健性，在−40 °C到 +85 °C的溫度範圍都可以運作。

### 控制導引
充電設備會在控制導引（Control Pilot）端子上送1 kHz的方波，此電路會在車輛端透過電阻器及二極管（電壓範圍±12.0±0.4 V）接到保護地。若CP-PE（接地系统）電路開路，充電設備的火線不會有電壓。若電路有導通，充電設備也會確認接地系统是否功能正常。車輛可以用設定電阻的方式來請求充電：沒有充電的車輛使用2.7 kΩ，和mode 3相容的電阻，表示有偵測到車輛。若切換到880 Ω的電阻，表示車輛已預備好可以充電，若切換到240 Ω，表示車輛提出在充電時「需要空調」（with ventilation）。
在SAE J1772:2001中，控制導引線的電路範例可以看出CP-PE在車輛端接有2.74 kΩ的電阻，因此當和充電系統相連接時，電壓會從+12 V降到+9 V，也會啟動信號產生電路。車輛會再並聯1.3 kΩ電阻，使電壓降到+6 V，請求充電，或是並聯270 Ω電阻，使電壓降到+3 V，請求通風。因此充電設備的反應都是由偵測CP-PE的電壓，然後再依電壓反應。其中的二極體使電壓降只出現在正電壓範圍，CP-PE若有負電壓，會視為是重大故障（例如碰觸到帶電部份），會因此關斷電流。
| 狀態  | 充電狀態                     | CP-PE電阻   | R2電阻 | CP-PE電壓 |
| ----- | ---------------------------- | ----------- | ------ | --------- |
| 狀態A | 待機（Standby）              | 開路，或∞ Ω |        | +12 V     |
| 狀態B | 偵測到車輛                   | 2740 Ω      |        | +9±1 V    |
| 狀態C | 預備充電                     | 882 Ω       | 1300 Ω | +6±1 V    |
| 狀態D | 需要空調（With ventilation） | 246 Ω       | 270 Ω  | +3±1 V    |
| 狀態E | 無電源（電路切斷）           |             |        | 0 V       |
| 狀態F | 錯誤                         |             |        | −12 V     |

充電設備也會用脈衝寬度調變（PWM）波形來表示充電設備可以提供的最大電流：16% PWM表示最大電流10 A，25% PWM表示最大電流16 A，50% PWM是最大電流32 A，90% PWM是快速充電的選項。
1 kHz CP信號的PWM任務比表示最大允許電流。依照SAE的規定，最大允許電流需考慮接頭輸出、線材以及車輛的輸入接頭。美國的載流量（電流容量）會分為連續使用及短期負載的容量。SAE定義的載流量是依公式產生，公式是依1 ms周期（1 kHz信號），其周期內導通時間小於640µs時，其最大連續電流為0.6 A每 10µs到每 850µs（最小值是100 µs x .6 A = 6 A)。若超過850µs，公式會將導通時間減去640µs，再乘以2.5。例如(960 µs - 640 µs) x 2.5A = 80 A.
| PWM | SAE連續電流 | SAE短期負載 |
| --- | ----------- | ----------- |
| 50% | 30 A        | 峰值36 A    |
| 40% | 24 A        | 峰值30 A    |
| 30% | 18 A        | 峰值22 A    |
| 25% | 15 A        | 峰值20 A    |
| 16% | 9.6 A       |             |
| 10% | 6 A         |             |

### 接近導引
接近導引（Proximity Pilot），簡稱為PP，也稱為plug present，在SAE J1772範例中，是用開關S3描述，是以機械的方式連接到連接器閘鎖釋放的致動器。在充電時，充電樁的S3短路，PP-PE會連接150 Ω的電阻R6。在閘鎖釋放時，充電樁的S3斷路，PP-PE會加上330 Ω的電阻R7，因此線上的電壓會有電壓降，讓電動車在充電槍拔出之前可以提早關閉充電機能。不過許多低階的電源轉換器電接線不提供用PP線偵測連接器閘鎖狀態的機能。
依照IEC 62196，PP腳也可以說明充電纜線的容量。
其中的電阻可以說明充電纜線的最大容量。充電樁若偵測到其電流超過充電纜線的最大容量，會中斷充電，電流是由Rc來偵測，其值定義如下
Rc是在PP和PE之間的電阻。
| 充電纜線的最大電流 | +/- 3%誤差下的Rc標稱值 | 充電樁會讀到的Rc值範圍 |
| ------------------ | ---------------------- | ---------------------- |
| 13 A               | 1.5 kΩ / 0,5 W         | 1 k Ω - 2.7 kΩ         |
| 20 A               | 680 Ω / 0,5 W 330 Ω    | 330 Ω – 1 kΩ           |
| 32 A               | 220 Ω / 0,5 W 150 Ω    | 150 Ω - 330 Ω          |

### P1901電力線通信
SAE在2012年的新版標準中，計劃使用電力線通信（特別是IEEE 1901）作為車輛、充電站以及智慧電網之間的溝通介面，不需要額外的接腳。SAE和IEEE标准协会已分享其有關智慧電網以及車輛電子化的標準草案。
P1901通訊協定可以透過IEEE 1905標準和其他802.x標準相容，允許用其他和IP為基礎的協定向電表、車輛、電力公司，以及充電設備所在的大樓通訊。P1905也包括無線通訊。目前已看到DC充電設備和電動車輛的SAE J1772通訊是透過HomePlug電力線通信（PLC）來實現。

## 相容的車款及充電系統
在北美及日本，雪佛兰沃蓝达、日产聆风、三菱iMiEV电动汽车、三菱的PHEV、Chrysler Pacifica Hybrid、豐田Prius的插電式混合動力車、Smart電動車、福特Focus EV、福特Fusion Energi、本田Clarity（純電動車及插電式混合動力車）、Kia Soul EV及Fiat 500e都有120V的充電座，可以將120 V電源線接頭接到J1772充電座上。若是一些家用電源是220-230 V的國家，車上的EVSE充電座多半是level 2的充電座，可以接家用的電源，不過其充電電流會比專用充電站的充電電流要小。
和SAE J1772-2009相容的產品如下：
- ABB Lunic B, B+, Pro S, Pro M，有SAE J1772，功率到4.6 kW。
- BlinkCharging IQ200 - 商用 Level2 J1772 EVSE - 可以設定充電電流，最大可到80安培（19.2kW）[31]。
- BlinkCharging HQ100 - 家用 Level2 J1772 EVSE - 30A(7.2kW)[32]。
- BTCPower（Broadband TelCom Power），美國第一個商品化的SAE直流快充充電器[33][34]。
- Bosch Power Max 家用充電椿。
- ClipperCreek產品，包括有CS-40[35]、LCS-25[36]、LCS-25p[37]及 HCS-40[38]。其中充電電流最大的是CS-100[39]。
- ChargePoint CT4000 智慧充電器、纜線管理、driver服務： ChargePoint充電站網路中的CT500、CT2000、CT2100及CT2020系列[40]。
- Eaton電動車充電站的Pow-R-Station系列[41]。
- ECOtality Blink的家庭壁掛充電器，以及商用的獨立型充電裝置[42][43]。
- eMotorWerks JuiceBox 開源 18 kW 75 A EVSE[44]。
- EverCharge 交流充電裝置，電壓為208 - 240 Vac，電流30 A，功率7.2 kW max[45][46]。
- EVSEadapters 240 V 16 A可攜式Level 2 EVSE[47]。
- EVoCharge – 伸縮捲軸的EVSE，可以支援住家、商用及工廠用。
- 通用电气的Wattstation，最早在2011年問世[48]。
- GoSmart Technologies的ChargeSPOT充電裝置。
- GRIDbot的UP系列充電裝置。
- Hubbell PEP 充電裝置[49]。
- Leviton家用充電裝置，有不同的功率等級，有獨立的轉接線，可以接到NEMA 6 240 V的接頭[50]。
- 西门子公司的VersiCharge，是低成本的家用、半公用 level 2 電動車充電裝置。
- SemaConnect ChargePro 充電裝置。
- TucsonEV - J1772 配接盒、J1772 延長線、公母接頭（有帶線或沒有帶線的）。J1772相容的EVSE，電壓電流為240 V/30 A。Zero Motorcycle轉接到J1772的轉接器、Tesla UMC到J1772的轉換器、30A及40A電動車的延長線，有經UL認證。
- Circontrol的Circarlife產品，包括電動車充電的基礎裝置，以及J1772標準的立柱及壁掛單元[51]。
- OpenEVSE（英语：OpenEVSE）：開源設計的EVSE.
- 智慧EVSE計劃（英语：Smart EVSE project）:開源設計的EVSE，有多充電裝置的電流均流。
- Vega eStation Level-2 充電站。是斯里蘭卡chargeNET網路的一部份
- Webasto 家用充電椿[52]
- Zappi - 家用充電椿[53]

## 競爭標準
RWE和戴姆勒汽車提出的Mennekes接頭已列在IEC 62196的第二型（IEC 62196 Type 2），其中包括交流單相以及交流三相的連接器。此連接器的規範是VDE-AR-E 2623-2-2標準。連接器最多可以提供三相63 A（若在中歐，電壓為400 V）,因此最大功率是63 A × 400 V × √3 = 43.6 kW。另外IEC 62196-2標準有Type 3連接器，有單相及三相連接器以及shutters。第一型（SAE）、第二型（VDE）及第三型的pilot pin都使用IEC 61851-1的標準。
東京電力也有用JARI直流連接器發展了車用高壓直流快速充器的規格，和三菱汽车、日產汽車及速霸陸汽車成立了CHAdeMO（charge de move）聯盟，推動此規格

## 外部連結
- SAE J1772 Committee（页面存档备份，存于）